# 三橋信方

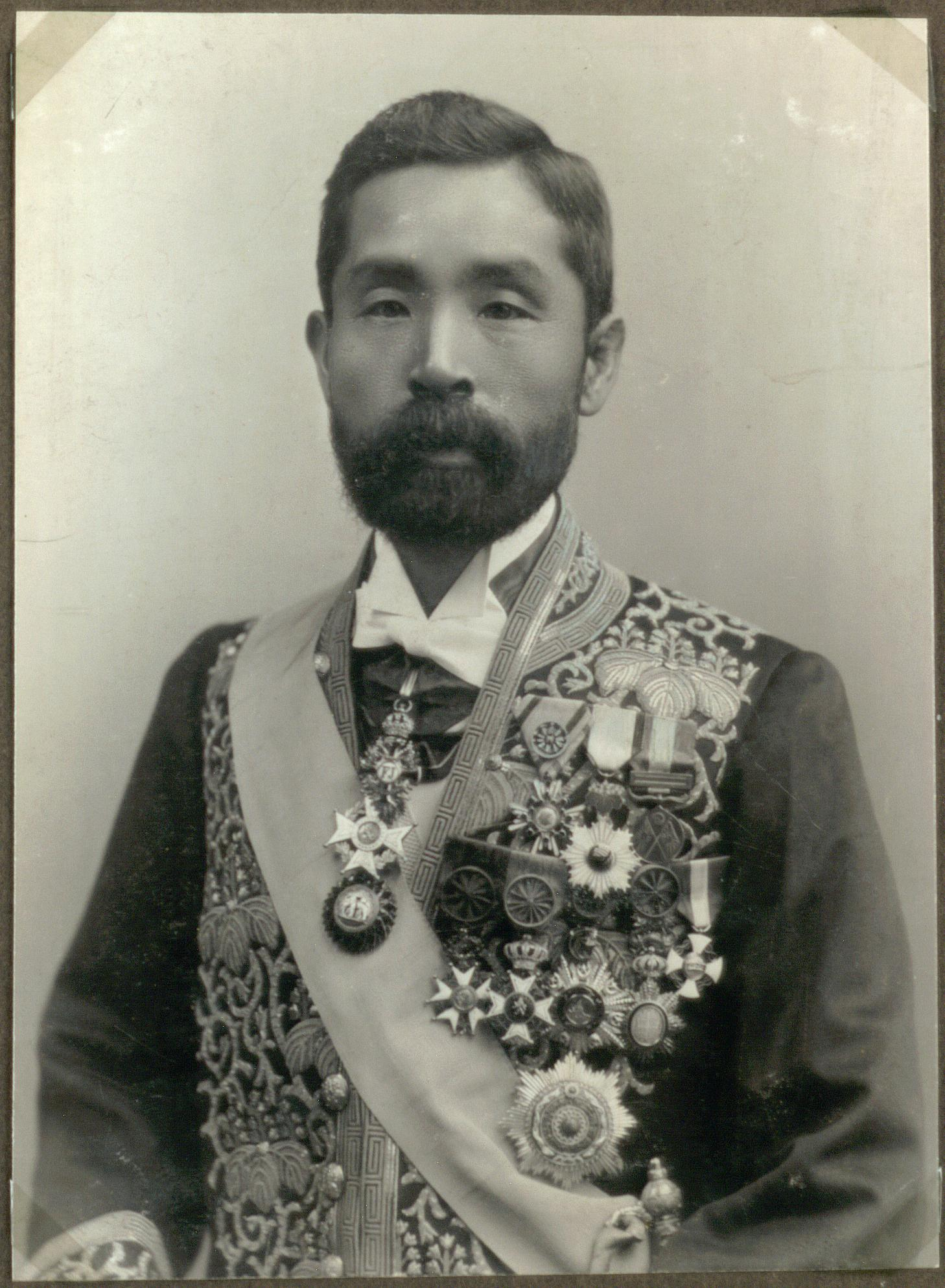
三橋信方

三橋 信方（みつはし のぶかた、1857年1月13日（安政3年12月18日） - 1910年（明治43年）6月25日）は、日本の外交官、横浜市長。

## 経歴
江戸下谷掃除町の幕臣の家に生まれる。母は三橋かよ子。1877年（明治10年）より工部省に出仕。以後、神奈川県二等属、同一等属、外務省御用掛、神奈川県書記官、同参事官、臨時横浜築港局次長を歴任した。1896年（明治29年）、外務省参事官兼書記官に任命。会計課長、外務大臣秘書官、秘書課長、外務大臣秘書官、電信課長、会計課長、弁理公使などを経て、1901年（明治34年）にオランダ公使兼デンマーク公使に任命された。
1906年（明治39年）に外務省を退官した後、横浜市長に就任し、マラリアにより病没するまで在任した。市長在任中の1909年（明治42年）7月には開港50年記念祭典が行われ、市の紋章と市歌が制定された。墓所は東京都文京区の善雄寺。

## 栄典
位階
- 1892年（明治25年）3月14日 - 従六位[12]
- 1897年（明治30年）3月1日 - 正六位[13]
- 1899年（明治32年）2月20日 - 従五位[14]
- 1900年（明治33年）12月25日 - 正五位[15]
- 1906年（明治39年）1月31日 - 従四位[16]
- 1910年（明治43年）6月25日 - 正四位[17]

勲章
| 受章年                     | 略綬 | 勲章名           | 備考 |
| -------------------------- | ---- | ---------------- | ---- |
| 1896年（明治29年）3月3日   |      | 勲五等双光旭日章 |      |
| 1902年（明治35年）12月28日 |      | 勲三等旭日中綬章 |      |

外国勲章佩用允許
| 受章年                     | 国籍           | 略綬 | 勲章名                             | 備考 |
| -------------------------- | -------------- | ---- | ---------------------------------- | ---- |
| 1885年（明治18年）6月9日   | ハワイ王国     |      | 王冠勲章ナイトコマンドル           |      |
| 1891年（明治24年）6月27日  | イタリア王国   |      | 王冠第五等勲章                     |      |
| 1891年（明治24年）8月12日  | オスマン帝国   |      | 美治慈恵第四等勲章                 |      |
| 1897年（明治30年）3月15日  | ベルギー王国   |      | レオポール勲章オフヒシエー         |      |
| 1898年（明治31年）10月29日 | シャム王国     |      | 白象第三等勲章                     |      |
| 1899年（明治32年）9月22日  | 大清帝国       |      | 第二等第三双龍宝星                 |      |
| 1907年（明治40年）11月15日 | デンマーク王国 |      | ダネブロク第一等勲章               |      |
| 1908年（明治41年）10月6日  | フランス共和国 |      | レジオンドヌール勲章コンマンドール |      |